# Milichiella arcuata
Milichiella arcuata är en tvåvingeart som först beskrevs av Friedrich Hermann Loew 1876.  Milichiella arcuata ingår i släktet Milichiella och familjen sprickflugor.